# Libnotes discobolodes
Libnotes discobolodes är en tvåvingeart som först beskrevs av Alexander 1974.  Libnotes discobolodes ingår i släktet Libnotes och familjen småharkrankar.
Artens utbredningsområde är Nigeria. Inga underarter finns listade i Catalogue of Life.